# Gordon H. Scherer
Gordon Harry Scherer (* 26. Dezember 1906 in Cincinnati, Ohio; † 13. August 1988 ebenda) war ein US-amerikanischer Politiker der Republikanischen Partei. Von 1953 bis 1963 war er Mitglied des Repräsentantenhauses der Vereinigten Staaten für den 1. Kongressdistrikt des Bundesstaates Ohio.

## Biografie
Gordon Harry Scherer wurde in Cincinnati geboren. Er studierte Jura an der Northern Kentucky University. 1929 erhielt er dort seinen Abschluss. Er wurde als Rechtsanwalt zugelassen und eröffnete eine Anwaltskanzlei in Cincinnati. Von 1933 bis 1941 arbeitete er für den Staatsanwalt des Hamilton County. Darauf folgte eine Anstellung als Sicherheitsdirektor von Cincinnati. Ebenso war er in der Planungskommission von Cincinnati tätig. Von 1945 bis 1949 war er Mitglied im Cincinnati City Council.
Als Nachfolger von Charles H. Elston wurde Scherer 1953 als Vertreter des 1. Distrikts von Ohio ins US-Repräsentantenhaus gewählt. Dort saß er für 5 Legislaturperioden. Er ging wieder nach Cincinnati um wieder als Anwalt tätig zu sein. Von 1965 bis 1972 saß er zudem im Repräsentantenhaus von Ohio.
1964 und 1968 war er Delegierter bei der Republican National Convention. Von 1962 bis 1968 war er Parteivorsitzender im Hamilton County. Scherer starb 1988 im Alter von 81 Jahren in Cincinnati.